# Scara Torino
Scara Torino este o metodă de clasificare a pericolului de impact asociat obiectelor de tip NEO (Near Earth Objects, obiecte apropiate de Pământ), cum ar fi asteroizii și cometele. A fost creat ca un instrument de comunicare pentru astronomi și public pentru a evalua seriozitatea predicțiilor de coliziune, combinând probabilitatea statistică și potențialul de distrugere derivat din energia cinetică eliberată de impactul propriu-zis. Scara Palermo este un instrument similar, dar mai complex.

## Caracteristici generale

Scara Torino. Scara în metri reprezintă diametrul aproximativ al unui asteroid cu o viteză tipică de coliziune.

Scara Torino utilizează o scală de la 0 la 10. Un obiect notat cu 0 indică faptul că nu există nici o posibilitate de coliziune cu Pământul, sau este prea mic pentru a penetra atmosfera Pământului și să ajungă intact la sol. Un obiect notat cu 10 indică o coliziune sigură iar obiectul este suficient de mare pentru un dezastru mondial. Scara se exprimă numai cu numere întregi, valorile fracționare sau zecimale nu sunt, prin urmare, utilizate.
Un obiect primește o valoare de la 0 la 10 pe baza probabilității de coliziune și a energiei cinetice (exprimată în megatone TNT). 
Scara Torino este definită numai pentru impactul potențial mai mic de următorii 100 de ani.

## Istoric
Scara Torino a fost creată de Richard P. Binzel, profesor de planetologie la Massachusetts Institute of Technology (MIT). Prima versiune, numită "Indicele de pericol pentru NEO", a fost prezentată în cadrul unei conferințe a Națiunilor Unite în 1995 și a fost publicată de Binzel în cadrul procedurii de conferințe ulterioare (Annals of the New York Academy of Sciences, volume 822, 1997.)
O versiune revizuită a fost prezentată în iunie 1999 la o conferință internațională din iunie 1999 privind NEO, care a avut loc la Torino, Italia. Participanții la conferință au votat adoptarea versiunii revizuite, pe care au denumit-o "Scara Torino". În urma presiunii presei, o reformulare a scarei Torino a fost publicată în 2005, adăugând mai multe detalii și redenumind categoriile: în special, nivelul 1 a fost schimbat de la "Evenimente care merită monitorizare atentă" la "Normal".

## Actuala Scară Torino
Scara Torino utilizează, de asemenea, o scară de culori: alb, verde, galben, portocaliu și roșu. Fiecare cod de culoare are un înțeles general:
| RISC NUL (alb)                                  | RISC NUL (alb) |
| ----------------------------------------------- | --- |
| 0                                               | Probabilitatea unei coliziuni este zero sau este atât de scăzută încât este efectiv zero. Se aplică, de asemenea, obiectelor mici, cum ar fi meteori și corpuri cerești care ard în atmosferă sau cad uneori pe Pământ sub forma unui meteorit și care rareori pot cauza daune. |
| NORMAL (verde)                                  | |
| 1                                               | O descoperire de rutină în care se prezice o trecere în apropierea Pământului, care nu prezintă un nivel neobișnuit de pericol. Calculele curente arată că șansele de coliziune sunt extrem de improbabile, fără a atrage atenția publicului sau a interesului public. Noile observații telescopice foarte probabil vor duce la o realocare la nivelul 0.                                                                     |
| MERITĂ ATENȚIE DIN PARTEA ASTRONOMILOR (galben) | |
| 2                                               | O descoperire, care poate deveni obișnuită după cercetări extinse, a unui obiect care face o trecere apropiată, dar nu foarte neobișnuită, pe lângă Pământ. În timp ce merită atenția astronomilor, nu există nici un motiv pentru atenția publicului sau îngrijorarea publicului, deoarece o coliziune reală este foarte puțin probabilă. Noile observații telescopice foarte probabil vor duce la o realocare la nivelul 0. |
| 3                                               | O întâlnire apropiată, care merită atenția astronomilor. Calculele curente oferă o probabilitate de coliziune de 1% sau mai mare, capabilă de distrugere locală. Cel mai probabil, noile observații telescopice vor conduce la o realocare la nivelul 0. Merită atenția publicului și a autorităților dacă riscul unei coliziuni va avea loc în mai puțin de un deceniu.                                                      |
| 4                                               | O întâlnire apropiată, care merită atenția astronomilor. Calculele curente oferă o probabilitate de coliziune de 1% sau mai mare, capabilă de distrugere regională. Cel mai probabil, noile observații telescopice vor conduce la o realocare la nivelul 0. Merită atenția publicului și a autorităților dacă riscul unei coliziuni va avea loc în mai puțin de un deceniu.                                                   |
| AMENINȚARE (portocaliu)                         | |
| 5                                               | O întâlnire apropiată cu un obiect care prezintă o amenințare serioasă, dar încă incertă, de devastare regională. O atenție critică din partea astronomilor este necesară pentru a determina dacă există sau nu posibilitatea unui impact. În cazul în care coliziunea este prevăzută la mai puțin de un deceniu, trebuie avute în vedere măsuri guvernamentale de urgență.                                                   |
| 6                                               | O întâlnire apropiată cu un obiect mare, care prezintă o amenințare serioasă, dar încă incertă, a unei catastrofe globale. O atenție critică din partea astronomilor este necesară pentru a determina dacă există sau nu posibilitatea unui impact. În cazul în care coliziunea este prevăzută la mai puțin de trei decenii, trebuie avute în vedere măsuri guvernamentale de urgență.                                        |
| 7                                               | O întâlnire foarte apropiată cu un obiect mare, care, dacă apare în acest secol, reprezintă o amenințare fără precedent, dar încă nesigură, a unei catastrofe globale. În aceste cazuri, trebuie planificate măsuri internaționale și, în special, necesitatea de a determina rapid și cu cea mai mare certitudine posibilă dacă coliziunea va avea loc sau nu.                                                               |
| COLIZIUNE CERTĂ (roșu)                          | |
| 8                                               | Coliziunea este certă și capabilă să provoace distrugeri localizate, pentru un impact cu pământul sau un tsunami, pentru un impact ocenic. Astfel de evenimente apar în medie între o dată la 50 de ani și o dată la câteva mii de ani. |
| 9                                               | Coliziunea este certă și capabilă să provoace o devastare regională fără precedent pentru un impact cu pământul sau un tsunami major pentru un impact oceanic. Astfel de evenimente apar în medie între o dată la 10.000 de ani și o dată la 100.000 de ani. |
| 10                                              | Coliziunea este certă și capabilă să provoace o catastrofă climatică globală care ar putea amenința viitorul civilizației așa cum o știm, indiferent dacă are impact cu pământului sau cu oceanul. Astfel de evenimente apar în medie o dată la 100.000 de ani, sau mai rar. |

Cea mai înaltă clasificare până în prezent a fost nivelul 4, în decembrie 2004, pentru apropierea asteroidului Apophis în 2029. La scurt timp după aceea, valoarea a scăzut la 0. Pentru întâlnirile ulterioare cu acest obiect, până în august 2006 nivelul a fost 1, apoi a fost retrogradat la 0.